# Шан-сюр-Марн

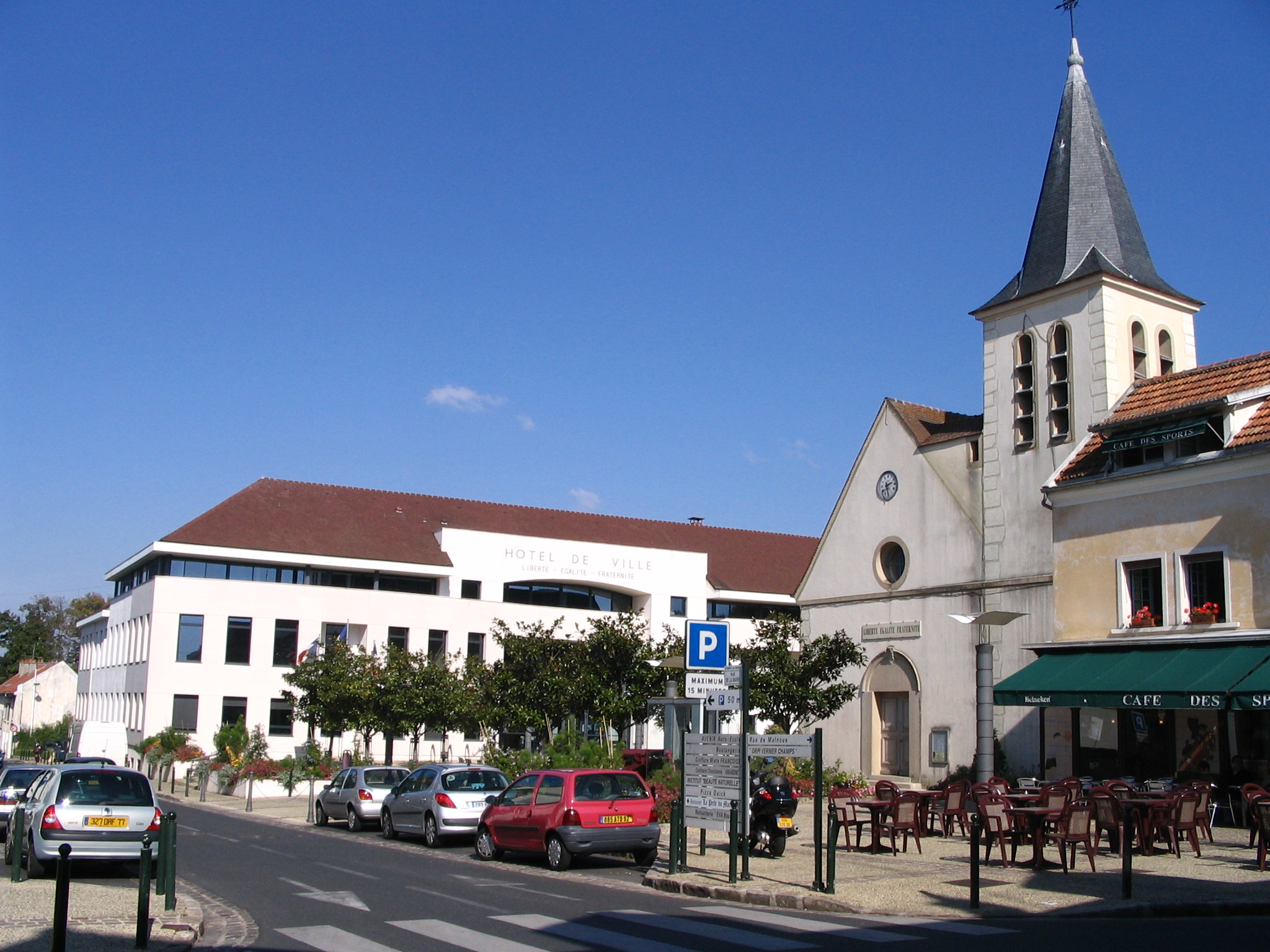
Церковь и ратуша пригорода Шан-сюр-Марн, Франция

Шан-сюр-Марн (Champs-sur-Marne) — восточный пригород Парижа, расположен в департаменте Сена и Марна, на берегу реки Марна. В 1960-е гг. влился в состав урбанистического проекта Марн-ла-Вале. Через город проходит Шельский канал. Главная достопримечательность — аристократическая усадьба Шан-сюр-Марн времён Старого режима. В Шан переведено из столицы несколько специализированных вузов, включая Национальную школу мостов и дорог. Население около 25 тыс. жит. (1999).

## Название
Дословный перевод названия: «Поля на Марне».